# لورين إل. كولمان
لورين إل. كولمان (بالإنجليزية: Loren L. Coleman)‏ (1968، لونغفيو في الولايات المتحدة)؛ كاتِب ومؤلِّف وروائي أمريكي.

## روابط خارجية
- لورين إل. كولمان على موقع IMDb (الإنجليزية)